# Estació d'Alboraia-Peris Aragó
L'estació d'Alboraia Peris Aragó (del 2010 al 2015, oficialment i en castellà, estació d'Alboraya-Peris Aragó i anteriorment, estació d'Alboraia) és una estació de ferrocarril propietat dels Ferrocarrils de la Generalitat Valenciana (FGV) i gestionada per Metrovalència al barri Rei en Jaume del municipi d'Alboraia, a l'Horta Nord, País Valencià. L'estació pertany a les línies 3 i 9 així com a la zona tarifària A. Es tracta d'una estació subterrània. L'estació es troba entre el carrer de Canonge Julià i el carrer de Mossén José Lluch.

## Història
L'estació original va ser creada el 5 de maig de 1995 amb la inauguració de la línia 3 amb el nom inicial d'estació d'Alboraia, sent el trajecte original entre la present estació i la de Rafelbunyol. En el seu origen, l'estació es trobava a nivell de carrer.
El 12 de desembre de 2010 es reinaugurà l'estació amb motiu del soterrament de la línia a Alboraia i es creà un nou edifici a més de ser reanomenada com a estació d'Alboraya-Peris Aragó. El 6 de març de 2015, s'inaugurà la nova línia 9 que connecta Alboraia amb el sud del Camp de Túria, sent l'estació d'Alboraia-Peris Aragó l'estació d'inici de la nova línia.

## Ruta
| Procedència/Destinació | <                 | Línia | >         | Procedència/Destinació |
| ---------------------- | ----------------- | ----- | --------- | ---------------------- |
| Aeroport               | Alboraia Palmaret |       | Almàssera | Rafelbunyol            |

| Procedència/Destinació | <                 | Línia | >              | Procedència/Destinació |
| ---------------------- | ----------------- | ----- | -------------- | ---------------------- |
| Riba-roja              | Alboraia Palmaret |       | fi de trajecte | Alboraia Peris Aragó   |

## Galeria

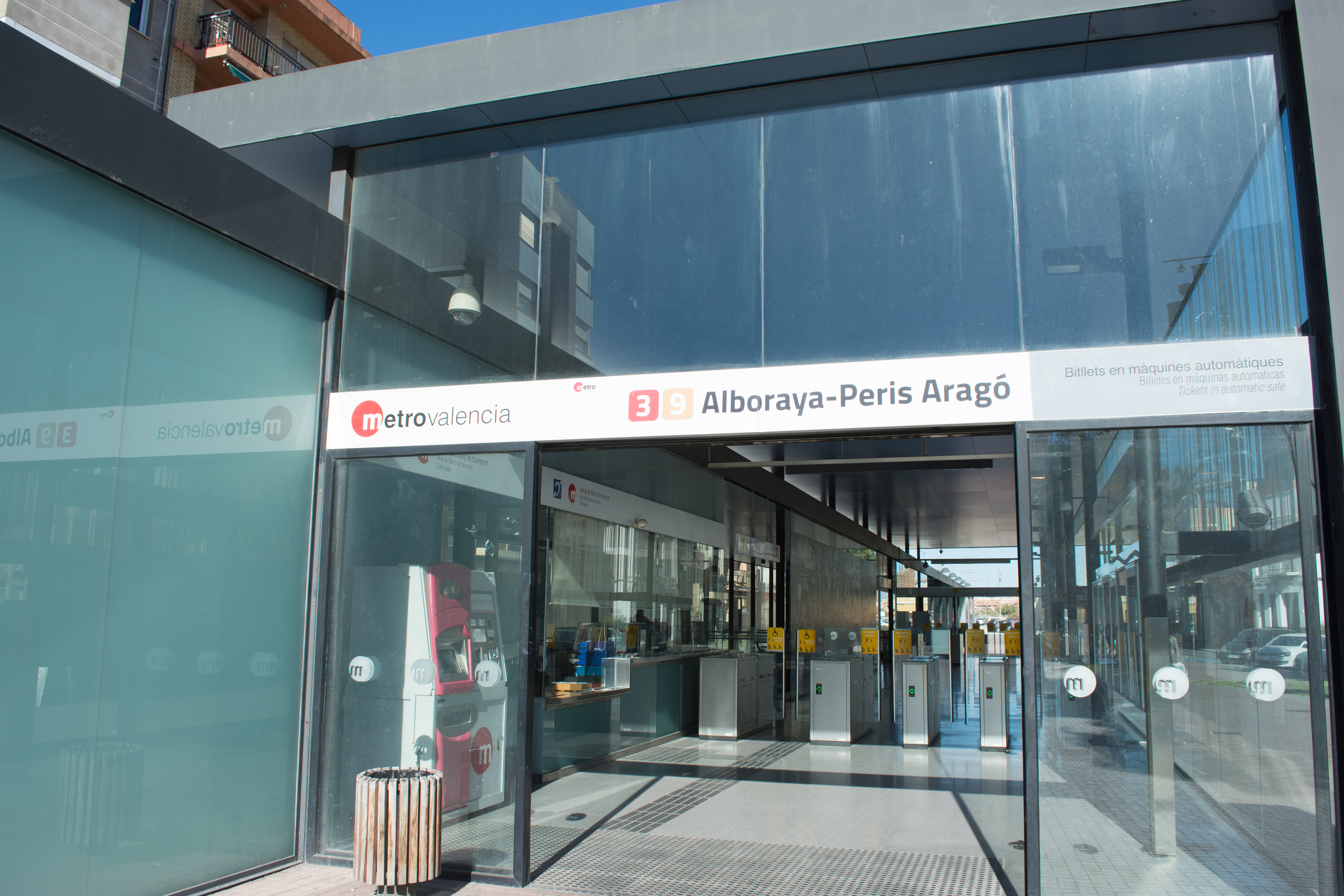
Accés frontal
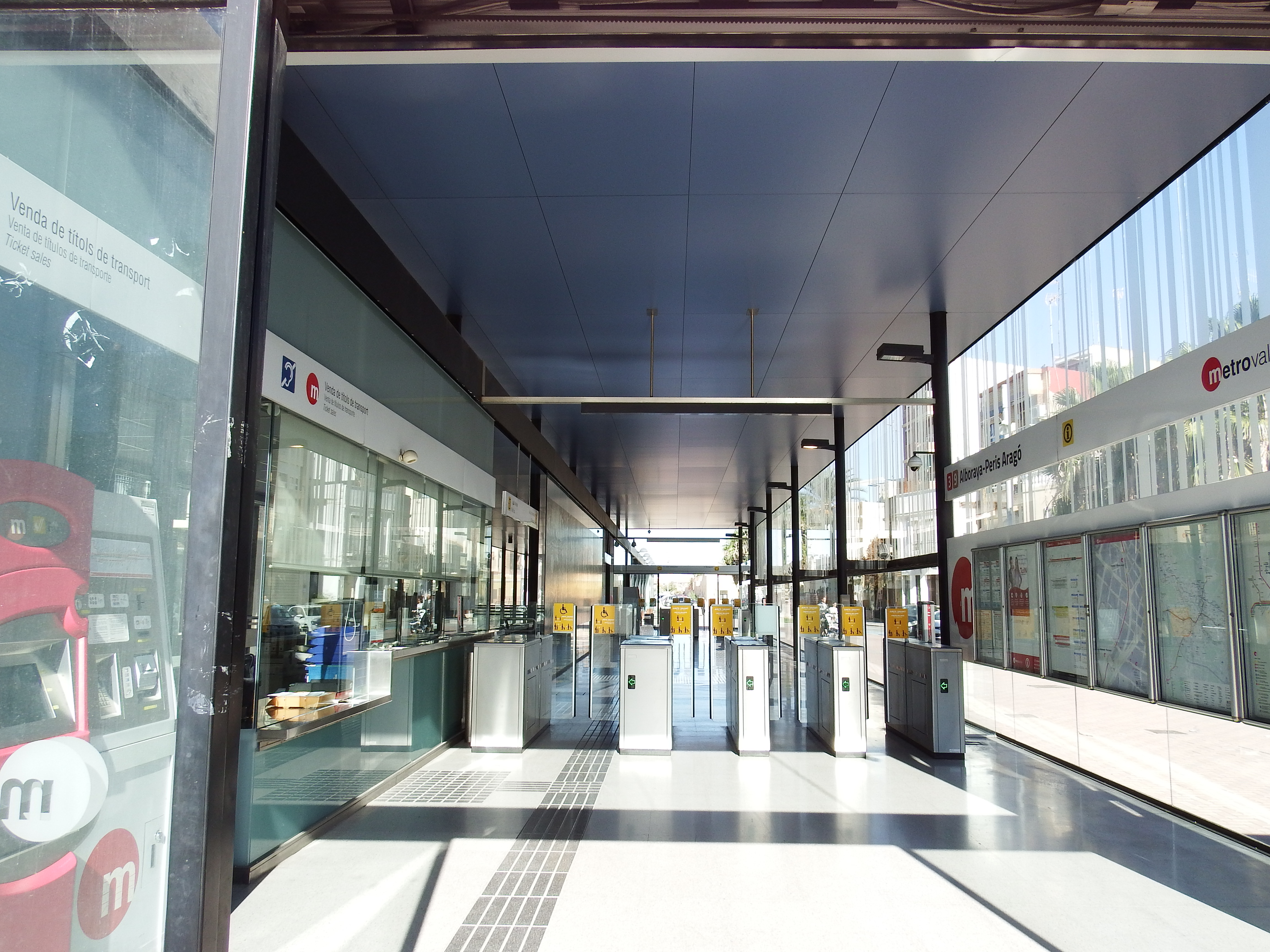
Accés a les andanes
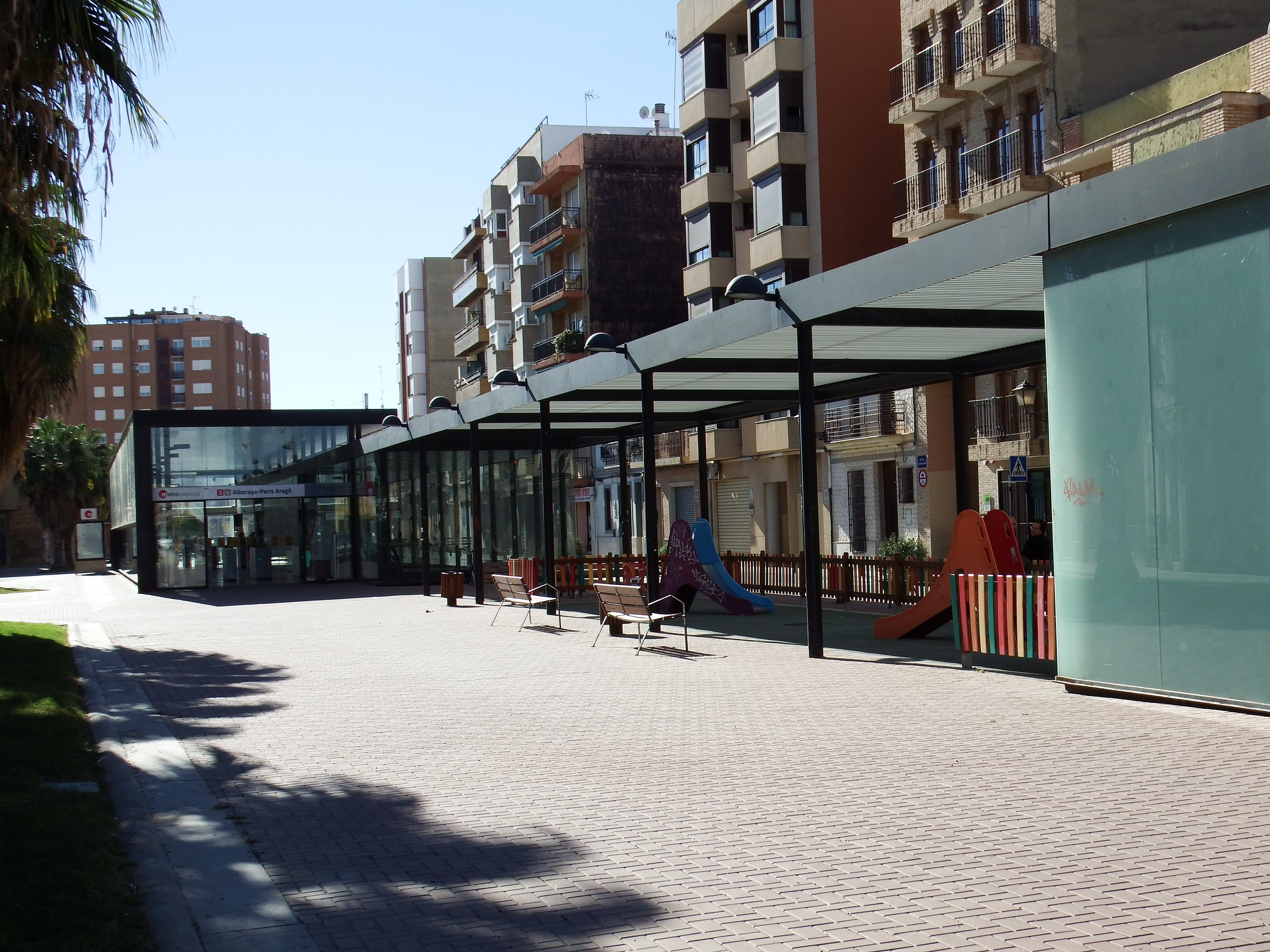
Accés traser
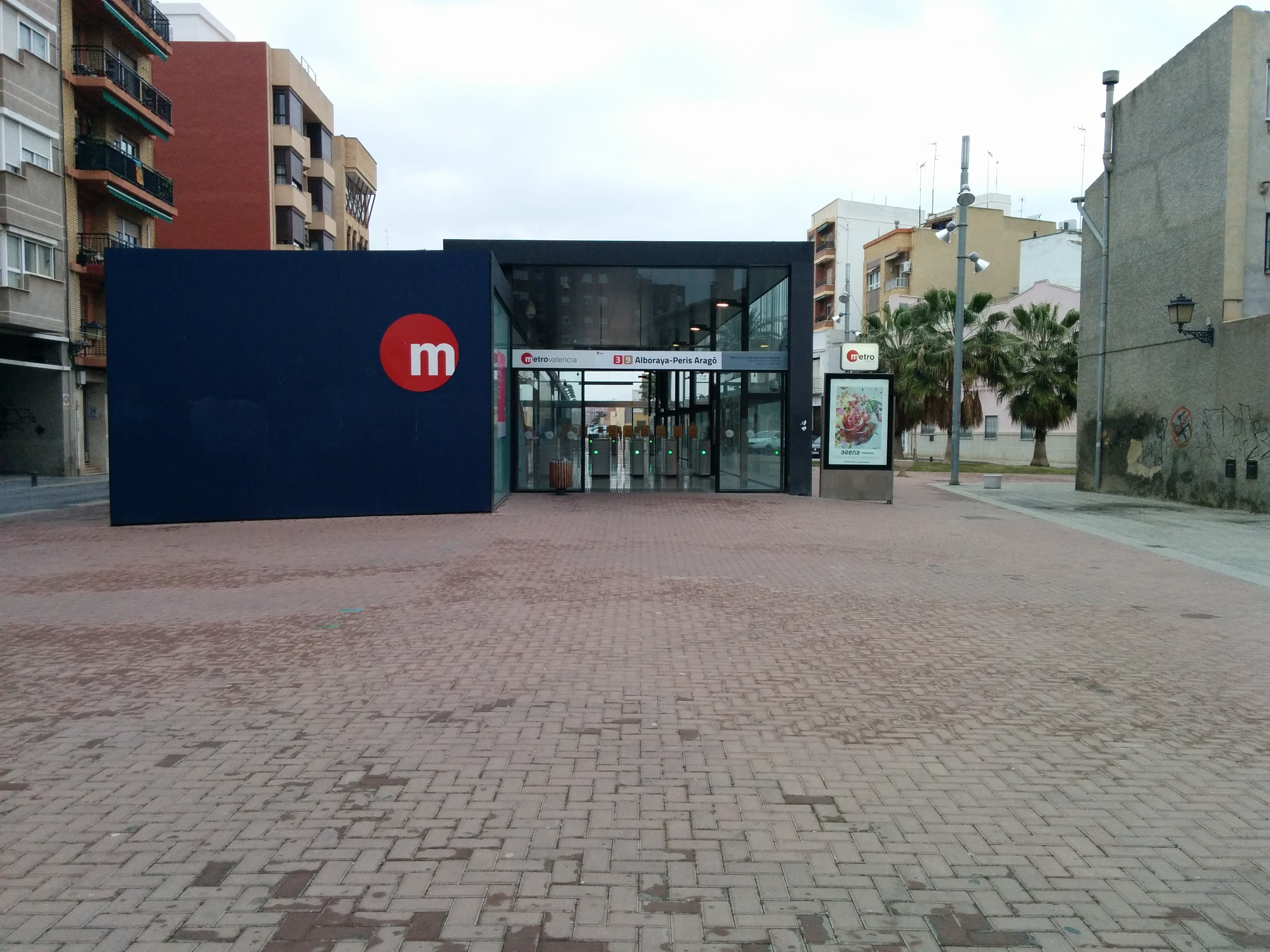
Panoràmica frontal